# Веслање на Летњим параолимпијским играма
Веслање на Љетњим параолимпијским играма је дио такмичења од Летњих параолимпијских игара 2008. године. Веслање као спорт је дио Летњих олимпијских игара од 1896. године. Параолимпијско веслање на Параолимпијским играма је под јурисдикцијом Међународне веслачке федерације (или ФИСА, њен француски акроним) исто као и Олимпијске игре.

## Дисциплине и догађаји
| Дисциплина                | Догађај                 | Прво одржавање           |
| Мушкарци појединачно скул | AS (Руке и рамена)      | 2008., као A (само руке) |
| Жене појединачно скул     | AS (Руке и рамена)      | 2008., као A (само руке) |
| Mixed Double Sculls       | TA (труп и руке)        | 2008.                    |
| Mixed Four Coxed          | LTA (ноге, труп и руке) | 2008.                    |
| Mixed Double Sculls       | LTA (ноге, труп и руке) | 2024.                    |

## Дужина утрке
Све трке се тркају на правој стази од 1000 м, док је олимпијска дистанца 2000 м.

## Квалификације
Постоји ограничен број посада којима је дозвољено да се такмиче, тако да Међународна веслачка федерација одржава квалификационе догађаје како би одредила ко ће се такмичити на Параолимпијским играма. На Параолимпијским играма, сваки национални олимпијски комитет може имати само један чамац по догађају.

## Табела медаља
Ажурирано на Летње параолимпијске игре 2024. године.
| Позиција    | Држава                    | Злато | Сребро | Бронза | Укупно |
| ----------- | ------------------------- | ----- | ------ | ------ | ------ |
| 1           | Уједињено Краљевство      | 11    | 1      | 2      | 14     |
| 2           | Кина                      | 3     | 3      | 1      | 7      |
| 3           | Украјина                  | 3     | 2      | 1      | 6      |
| 4           | Аустралија                | 1     | 4      | 1      | 6      |
| 5           | Израел                    | 1     | 1      | 3      | 5      |
| 6           | Норвешка                  | 1     | 1      | 0      | 2      |
| 7           | Италија                   | 1     | 0      | 0      | 1      |
| 8           | Сједињене Америчке Државе | 0     | 4      | 2      | 6      |
| 9           | Француска                 | 0     | 2      | 5      | 7      |
| 10          | Немачка                   | 0     | 1      | 1      | 2      |
| 10          | Белорусија                | 0     | 1      | 1      | 2      |
| 12          | Холандија                 | 0     | 1      | 0      | 1      |
| 13          | Бразил                    | 0     | 0      | 2      | 2      |
| 14          | Русија                    | 0     | 0      | 1      | 1      |
| 14          | Канада                    | 0     | 0      | 1      | 1      |
| Укупно (15) | Укупно (15)               | 21    | 21     | 21     | 63     |